# Strip Music
Strip Music är en svensk rockgrupp. Den bildades år 2003 och bestod från början av två medlemmar ur den splittrade gruppen Yvonne, sångaren Henric de la Cour och basisten Christian "Kitte" Berg. Senare blev gruppen en sextett.

## Bandmedlemmar
- Henric de la Cour - sång
- Christian Berg - synt
- Jens Hellqvist - synt
- Valdemar Asp - bas
- Richard Ankers - trummor (livemedlem)
- David Lindh - gitarr (livemedlem)

### Tidigare bandmedlemmar
- Patsy Bay - gitarr
- Fredrik Balck - trummor

## Diskografi

### Album
- 2004 – Strip Music
- 2006 – Hollywood & Wolfman

### Singlar
- 2004 – Desperation
- 2004 – Never Die
- 2005 – 24 Hrs
- 2006 – Sugar and Lime